# تشوي إن يونغ
تشوي إن يونغ مواليد 5 مارس 1962 في كوريا الجنوبية، هو لاعب كرة قدم كوري جنوبي دولي سابق كان يلعب كحارس مرمى. سبق له أن لعب في كأس العالم لكرة القدم مع منتخب بلاده.

## المسيرة الاحترافية

### أندية لعب لها
- نادي أولسان هيونداي

## روابط خارجية
- تشوي إن يونغ على موقع الاتحاد الدولي (مؤرشف)  (الإنجليزية)
- تشوي إن يونغ على موقع قاعدة بيانات كرة القدم.إي يو (الإنجليزية)
- تشوي إن يونغ على موقع ناشيونال فوتبول تيمز (الإنجليزية)